# Биномиальное распределение
Биномиа́льное распределе́ние с параметрами {\displaystyle n} и {\displaystyle p} в теории вероятностей — распределение количества «успехов» в последовательности из {\displaystyle n} независимых случайных экспериментов, таких, что вероятность «успеха» в каждом из них постоянна и равна {\displaystyle p}.

## Определение
Пусть {\textstyle X_{1},\ldots ,X_{n}} — конечная последовательность независимых случайных величин, имеющих одинаковое распределение Бернулли с параметром {\displaystyle p}, то есть при каждом {\displaystyle i=1,\ldots ,n} величина {\displaystyle X_{i}} принимает значения {\displaystyle 1} («успех») и {\displaystyle 0} («неудача») с вероятностями {\displaystyle p} и {\displaystyle q=1-p} соответственно. Тогда случайная величина 
{\displaystyle Y=X_{1}+X_{2}+\ldots +X_{n}}
имеет биномиальное распределение с параметрами {\displaystyle n} и {\displaystyle p}. 
Это записывается в виде: 
{\displaystyle Y\sim \mathrm {Bin} (n,p)}.  
Случайную величину {\displaystyle Y} обычно интерпретируют как число успехов в серии из {\displaystyle n} одинаковых независимых испытаний Бернулли с вероятностью успеха {\displaystyle p} в каждом испытании.
Функция вероятности задаётся формулой:
{\displaystyle p_{Y}(k)\equiv \mathbb {P} (Y=k)={\binom {n}{k}}\,p^{k}q^{n-k},\ \ k=0,\ldots ,n,}
где 
{\displaystyle {\binom {n}{k}}=C_{n}^{k}={\frac {n!}{(n-k)!\,k!}}} — биномиальный коэффициент.

## Функция распределения
Функция распределения биномиального распределения может быть записана в виде суммы:
{\displaystyle F_{Y}(y)\equiv \mathbb {P} (Y<y)=\sum \limits _{k=0}^{\lceil y\rceil }{\binom {n}{k}}\,p^{k}q^{n-k},\;y\in \mathbb {R} },
где {\displaystyle \lfloor y\rfloor } обозначает наибольшее целое, меньшее числа {\displaystyle y}, или в виде неполной бета-функции:
{\displaystyle F_{Y}(y)\equiv \mathbb {P} (Y<y)=I_{1-p}(n-\lceil y\rceil ,\lceil y\rceil +1)}.

## Моменты
Производящая функция моментов биномиального распределения имеет вид:

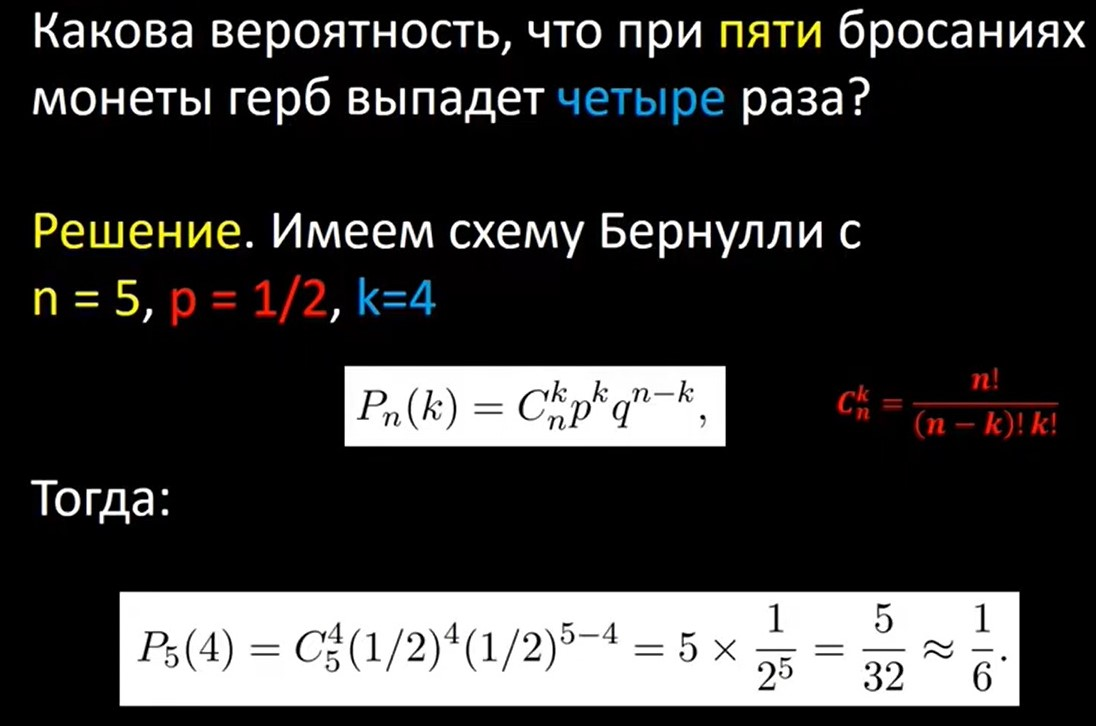
Пример биноминального распределения

{\displaystyle M_{Y}(t)=\left(pe^{t}+q\right)^{n}},
откуда математическое ожидание:
{\displaystyle \mathbb {E} [Y]=np},
и дисперсия:
{\displaystyle \mathbb {D} [Y]=npq}.

## Свойства биномиального распределения
- Пусть {\displaystyle Y_{1}\sim \mathrm {Bin} (n,p)} и {\displaystyle Y_{2}\sim \mathrm {Bin} (n,1-p)}. Тогда {\displaystyle p_{Y_{1}}(k)=p_{Y_{2}}(n-k)}.
- Пусть {\displaystyle Y_{1}\sim \mathrm {Bin} (n_{1},p)} и {\displaystyle Y_{2}\sim \mathrm {Bin} (n_{2},p)}. Тогда {\displaystyle Y_{1}+Y_{2}\sim \mathrm {Bin} (n_{1}+n_{2},p)}.

## Связь с другими распределениями
- Если {\displaystyle n=1}, то получаем распределение Бернулли.
- Если {\displaystyle n} большое, то в силу центральной предельной теоремы {\displaystyle \mathrm {Bin} (n,p)\approx N(np,npq)}, где {\displaystyle N(np,npq)} — нормальное распределение с математическим ожиданием {\displaystyle np} и дисперсией {\displaystyle npq}.
- Если {\displaystyle n} большое, а {\displaystyle \lambda } — фиксированное число, то {\displaystyle \mathrm {Bin} (n,\lambda /n)\approx \mathrm {P} (\lambda )}, где {\displaystyle \mathrm {P} (\lambda )} — распределение Пуассона с параметром {\displaystyle \lambda }.
- Если случайные величины {\displaystyle X} и {\displaystyle Y} имеют биномиальные распределения {\displaystyle \mathrm {Bin} (D,p)} и {\displaystyle \mathrm {Bin} (N-D,p)} соответственно, то условное распределение случайной величины {\displaystyle X} при условии {\displaystyle X+Y=n} – гипергеометрическое  {\displaystyle \mathrm {HG} (D,N,n)}.